# 郭蔭庶
郭蔭庶，PDSM（1965年4月28日—），香港前警務人員，香港公務員學院首任院長。郭蔭庶於2019年接替趙慧賢出任警務處副處長（管理），而其本來監管處處長一職則由前香港警察學院院長劉賜蕙接任。其孿生胞弟郭蔭庸亦曾任高級助理處長，主管行動處，是警隊中少數同樣擔任要職的胞兄弟。郭蔭庶亦是香港海事青年團的成員。

## 背景

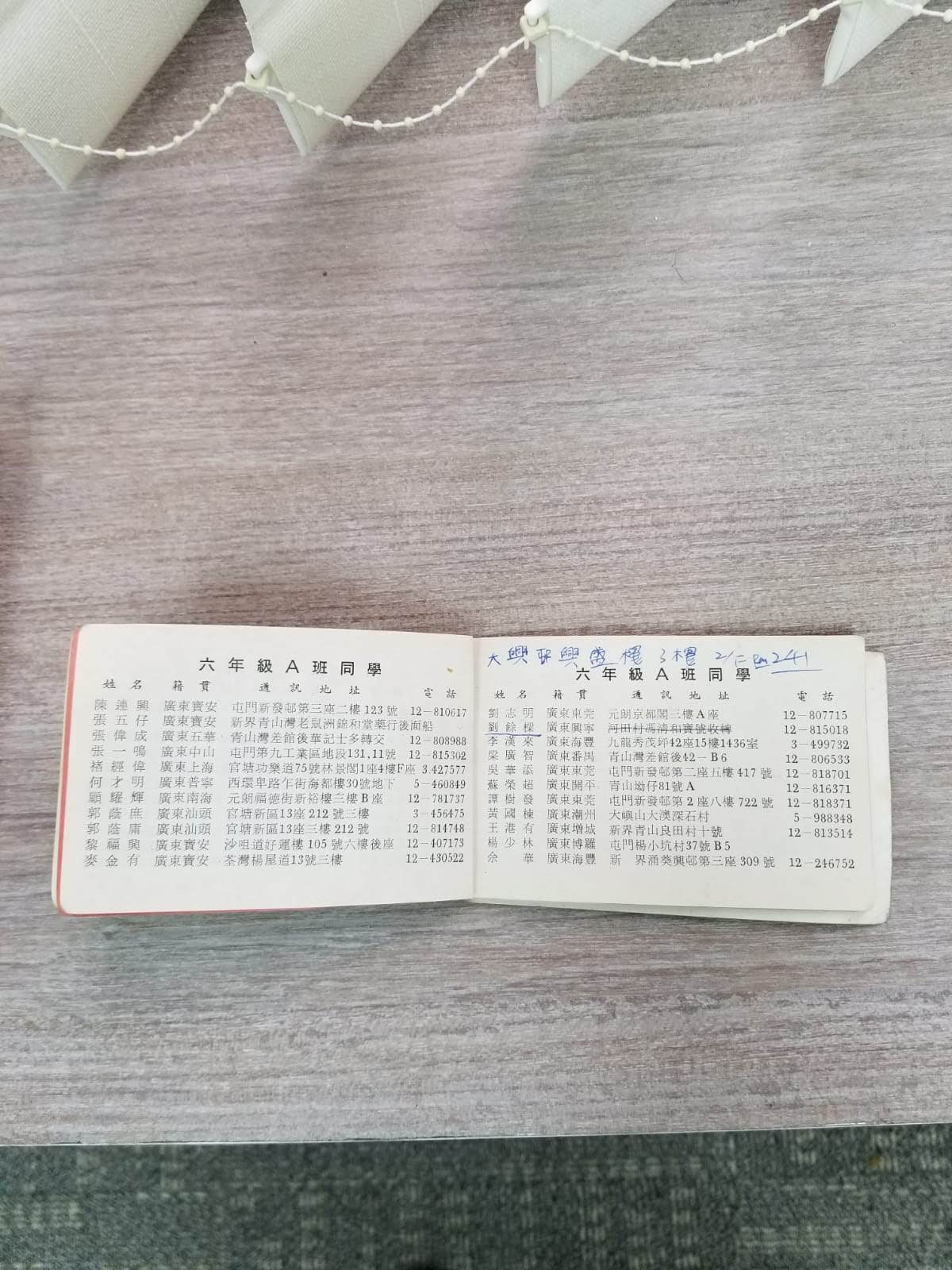
郭蔭庶的“畢業同學通訊錄”附有其籍貫以及當時的住址

郭蔭庶出身自單親家庭，與父親及其餘四名家人在徙置區生活。小学六年級時居於觀塘徙置區（官塘新區）。他就讀中華基督教會蒙民偉書院。後來取得香港理工學院文憑。郭蔭庶曾在新加坡航空公司任職空中服務員。於1987年10月12日才加入政府工作，先後任職於入境事務處和民航處；在後者入職兩年期間為航空交通控制員。他在1990年5月7日轉職警務處督察。因為在同屆結業學員中表現突出，結果獲頒施禮榮盾、榮譽警棍和警務處長證書。
郭蔭庶在警隊服務初時一直負責刑事偵緝工作，由分區調查隊逐步升到警區重案組、總區情報組以及有組織罪案及三合會調查科。他於1993年5月7日擢升為高級督察，於1997年1月24日晉升為總督察。期間專責在有組織罪案及三合會調查科調查有組織罪案及與洗黑錢罪行，並於2002年被擢升為警司。他於2002年7月升為警司前為有組織罪案及三合會調查科財富調查組總督察，是打擊洗黑錢活動的專家。升職後繼續於該部門擔任職位主管，負責反黑社會案件調查。當他在2007年升任高級警司後至2010年為止擔任警察學院基礎訓練中心主管。及後調任投訴警察課警司和短暫出任鐵路警區指揮官。直至2011年擔任總警司以來至2013年間，郭蔭庶出任中區警區指揮官，其後出任港島總區副指揮官。
他於2014年升為警務處助理處長，於2014年9月至2016年1月先出任水警總區指揮官，再於2016年調任港島總區指揮官。2016年12月平調為助理處長（服務質素）時，主要於服務質素監察部工作。郭蔭庶在2017年7月晉升爲警務處高級助理處長後，接掌監管處處長一職。至2019年3月接任警務處副處長（管理）。2022年1月7日，警務處處長蕭澤頤因曾到訪有新型冠狀病毒確診者出席的場合而被送到竹篙灣檢疫中心隔離21天，郭蔭庶短暫署任警務處處長崗位。1天後，初步確診染疫者被列為假陽性個案，蕭澤頤離開隔離營，且轉為在家隔離，郭蔭庶繼續署任。同年4月，周一鳴接替郭蔭庶出任警務處副處長（管理），年屆57歲的郭蔭庶卸任警務處副處長後離開警隊，同年7月被委任為香港公務員學院院長（首長級薪級表第6點）。2024年更出任載通國際獨立非執行副董事一職。

## 在職進修
郭蔭庶曾於任內到中國內地及海外多所與行政管理相關的學院受訓，修讀行政管理研究生、國際行政人員培訓、香港公務員北京培訓和高層領導精修課程；進修地點包括英國布林斯希爾警察學院（2004年）、上海浦東幹部學院（2008年）、新加坡國立大學李光耀公共政策學院（2009年）、英國皇家國防研究學院（2010年至2011年）、北京清華大學（2012年；國家事務研習班）、美國哈佛大學約翰·甘迺迪政府學院（2014年）和北京國家行政學院（2015年）。其中他在英國皇家國防研究學院進修時，從45個國家合共90名成員中脫穎而出，獲得「AFCEA 戰略領導力獎」。另外，他持有英國倫敦大學國王學院國際安全及戰略碩士學位。

## 個人榮譽
- 2008年：香港警察長期服務獎章[40]
- 2015年：香港警察長期服務獎章加敍第一勳扣[41]
- 2010年：香港警察卓越獎章[42]